# Zygaena carniolica
Zygaena carniolica és una espècie de lepidòpter ditrisi de la família dels zigènids (Zigaenidae). Es troba a Europa estenent-se des de Portugal fins a Bulgària per l'est i fins a les costes del Mar Bàltic pel nord, a la Transcaucàsia, a l'Àsia Menor, nord de l'Iran i sud de Sibèria.

## Història natural
A la península Ibèrica vola de juliol fins a principis d'agost entre els 1000 i 1800 metres. Tenen el costum durant la nit de congregar-se a sobre de tiges seques d'herbes, comportament sobre el que no se saben raons. La còpula té lloc ràpidament, fins i tot poc després de l'avivament de les femelles de la pupa i quan encara no tenen les ales esteses i dures. Les erugues s'alimenten d'Anthyllis, Dorycnium, Lotus o Onobrychis, mostrant preferència per Lotus corniculatus (que li dona el nom) i per Onobrychis viciifolia.